# 美孚駅
美孚駅（びふえき、メイフーえき）は香港九龍深水埗区にある、香港鉄路（MTR）の駅である。屯馬線と荃湾線が乗り入れる。

## 歴史
- 1982年5月17日 - 茘湾駅として開業。
- 1985年5月31日 - 駅名を現在の名称に改称。
- 2003年12月20日 - 屯馬線（2003年時点は九広西鉄）が開業し当駅に接続。

## 駅構造

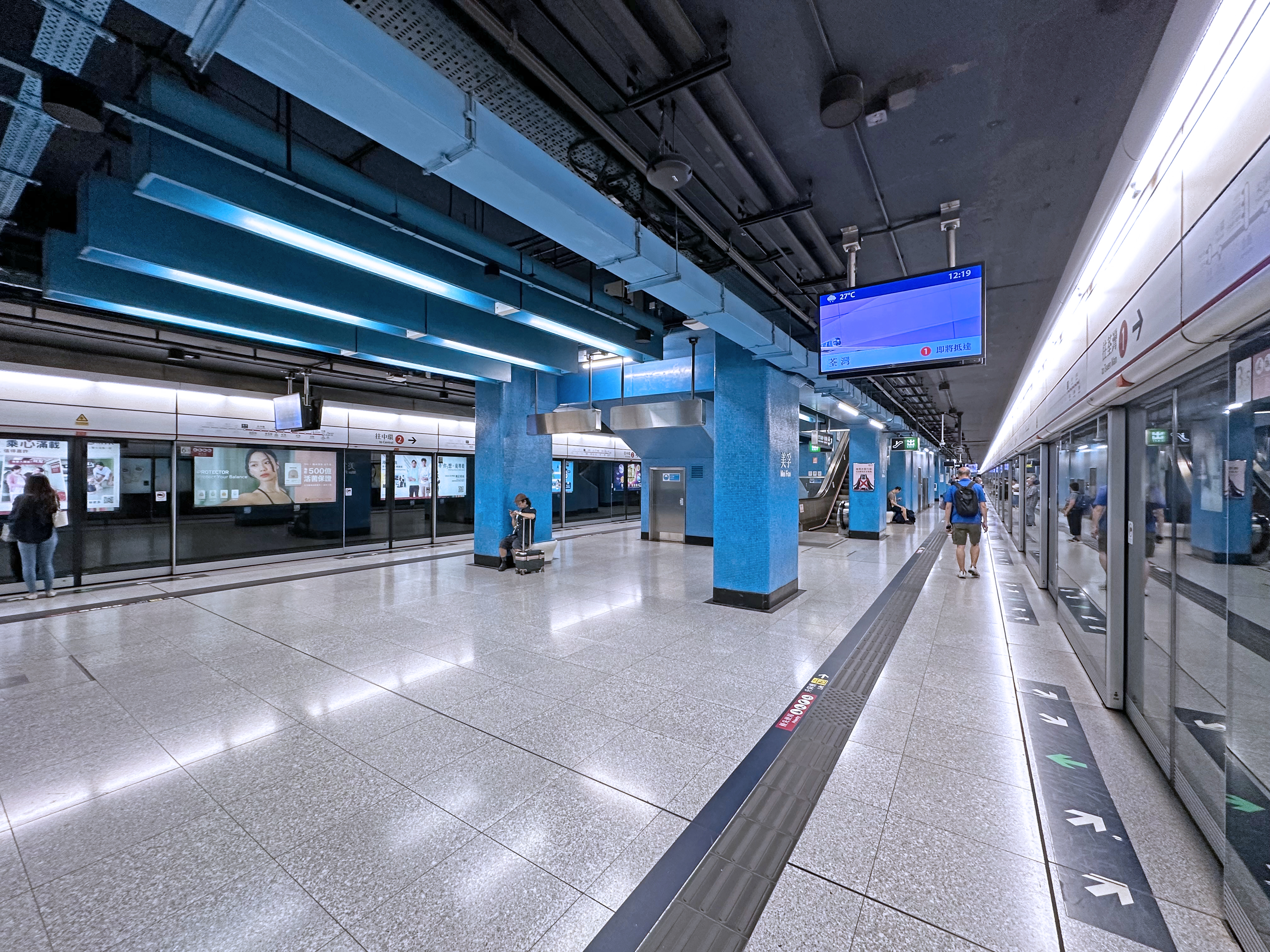
荃湾線ホーム

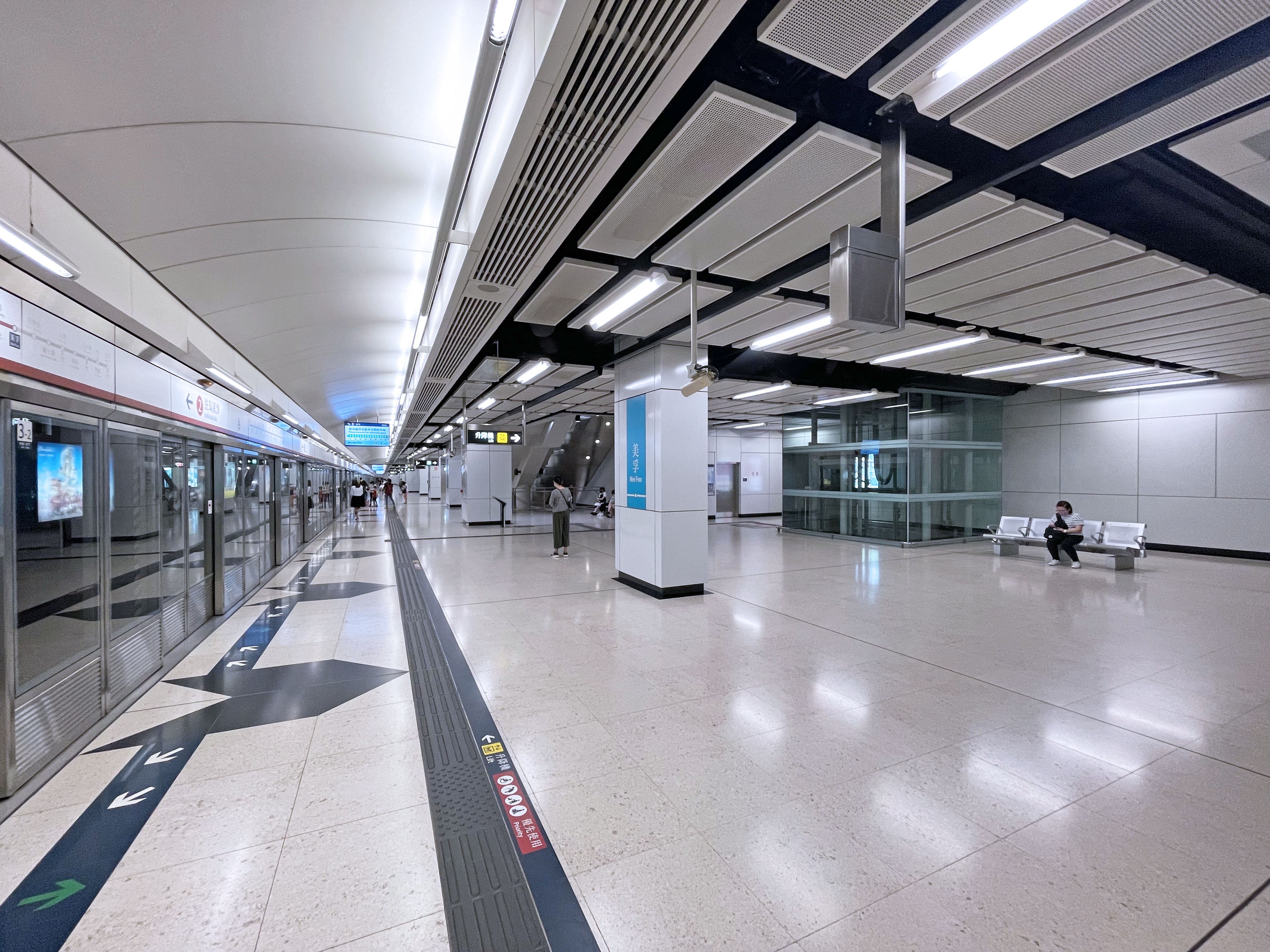
屯馬線ホーム

荃湾線は島式ホーム1面2線の地下駅、屯馬線は相対式ホーム2面2線の地上駅（橋上駅）である。
荃湾線と屯馬線は互いのコンコース階同士、改札内で連絡している。出口は全部で8ヶ所ある。

### 駅階層
| U1 平台     | 出口                           | G出口、茘枝角公園、茘景山路への高架通路         |
| C/G 大堂    | 屯馬線大堂                     | F出口、受付センター、お手洗、商店               |
| C/G 大堂    | 屯馬線大堂                     | 自動販売機、現金自動預け払い機、「e分鐘著數」機 |
| P 月台      | 相対式ホーム、左側の扉が開く   | 相対式ホーム、左側の扉が開く                    |
| P 月台      | ➋番線                          | ■屯馬線烏渓沙方面→                              |
| P 月台      | ➊番線                          | ←■屯馬線屯門方面                                |
| P 月台      | 相対式ホーム、左側の扉が開く   |                                                 |
| G 地面      | 乗換通路                       | D出口、茘枝角公園、茘湾道                       |
| G 地面      | 荃湾線改札階                   | A、B、C、E出口、茘湾道、美孚新邨                |
| L1 地下通路 | 地下通路                       | ■屯馬線と■荃湾線の改札階を結ぶ連絡通路          |
| L2 大堂     | 荃湾線改札階                   | 受付センター、商店                              |
| L2 大堂     | 荃湾線改札階                   | 自動販売機、現金自動預け払い機                  |
| L3 ホーム   | ➋番線                          | →■荃湾線中環方面→                               |
| L3 ホーム   | 島式ホーム、右側のドアが開く。 |                                                 |
| L3 ホーム   | ➊番線                          | ←■荃湾線荃湾方面                                |

## 駅周辺
- 美孚巴士総站（中国語版）
- 嶺南之風（中国語版、広東語版）
- マンハッタンヒル（中国語版、広東語版）
- 美孚新邨（中国語版、広東語版）
- 萬事達広場
- 香港大学専業進修学院（中国語版）
- 饒宗頤文化館（中国語版）
- 中華キリスト教会基真小学（中国語版）
- 茘枝角政府合署（中国語版）
- 茘枝角公園（中国語版、広東語版）
- 茘枝角公園体育館（中国語版、広東語版）
- 茘枝角公園遊泳池（中国語版、広東語版）
- 華茘邨（中国語版、広東語版）
- 盈暉台（中国語版）
- 清麗苑（中国語版、広東語版）
- 葵涌医院（中国語版、広東語版）
- 瑪嘉烈医院（中国語版、広東語版）
- 茘景山路（中国語版）

## 隣の駅
香港鉄路
■荃湾線
茘枝角駅 - 美孚駅 - 茘景駅
■屯馬線
荃湾西駅 - 美孚駅 - 南昌駅